# ديبرا ستوك
ديبرا ستوك (17 يوليو 1962 - ) (بالإنجليزية: Debra Stock)‏ هي لاعبة كريكت بريطانية.

## وصلات خارجية
- ديبرا ستوك على موقع إي آس بي آن كريك إنفو (الإنجليزية)